# Paul Jones (calciatore)
Paul Bernard Jones (Ellesmere Port, 13 maggio 1953) è un ex calciatore inglese, di ruolo difensore.

## Carriera
Jones inizia a giocare nelle giovanili del Bolton negli anni '60, per poi esordire in prima squadra (e contestualmente tra i professionisti) all'età di 17 anni nella stagione 1970-1971, che i Trotters concludono con una retrocessione dalla seconda alla terza divisione inglese; il difensore continua comunque a giocare nel club per tutto il decennio successivo, seguendone le sorti: nella stagione 1972-1973 partecipa quindi alla vittoria del campionato di terza divisione, mentre nel 1978, al quinto anno consecutivo in seconda divisione, contribuisce alla vittoria della Second Division 1977-1978, con conseguente promozione in prima divisione: la permanenza in massima serie dura per due stagioni, in ciascuna delle quali Jones segna un gol in 32 presenze, ed è seguita da un triennio nuovamente in seconda divisione, a cui fa seguito una nuova retrocessione in terza divisione al termine della stagione 1982-1983, la tredicesima ed ultima di Jones con il Bolton, club con cui ha  segnato in totale 38 reti in 445 partite di campionato giocate. La sua carriera continua poi per un decennio tra la terza divisione, categoria in cui dal 1983 al 1985 gioca con l'Huddersfield Town (73 presenze ed 8 reti) ed il Blackpool (37 presenze nella stagione 1987-1988), e la seconda divisione (un gol in 32 presenze con l'Oldham Athletic tra il 1985 ed il 1987). Infine, dal 1988 al 1990 gioca in quarta divisione rispettivamente con le maglie di Rochdale e Stockport County (con cui prende anche parte ai play-off per la promozione in terza divisione), per poi riritarsi definitivamente nel 1991, all'età di 38 anni, dopo una stagione (la sua ventunesima da calciatore) con i semiprofessionisti dell'Hinckley Athletic.
In carriera ha totalizzato complessivamente 626 presenze e 49 reti nei campionati della Football League.

## Palmarès

### Club

#### Competizioni nazionali
- Campionato inglese di seconda divisione: 1

Bolton: 1977-1978
- Third Division: 1 :

Bolton: 1972-1973